# 어덜트 비디오의 역사

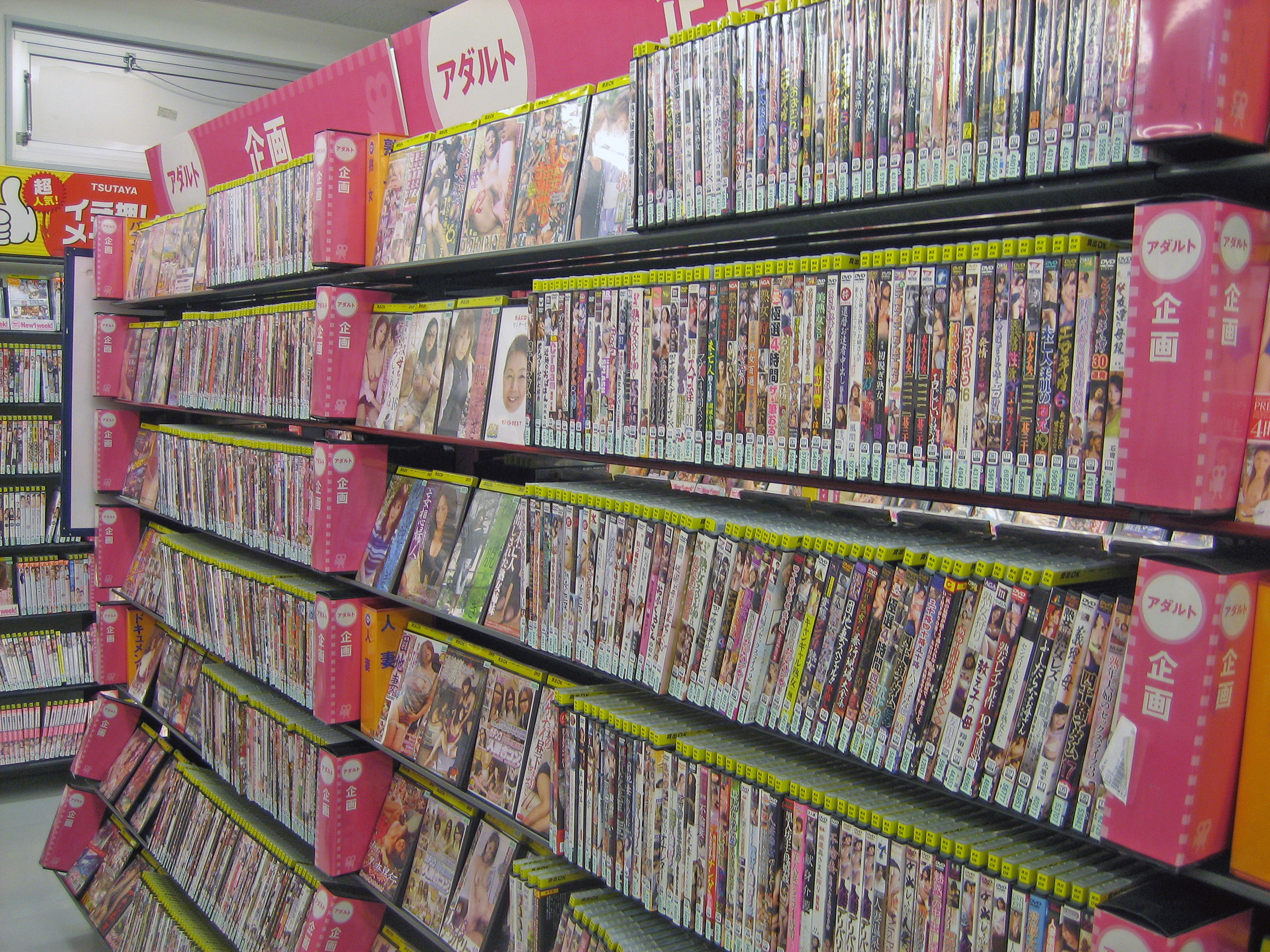
어덜트 비디오

이 문서에서는 어덜트 비디오의 역사에 대해 설명한다.

## 어덜트 비디오 이전

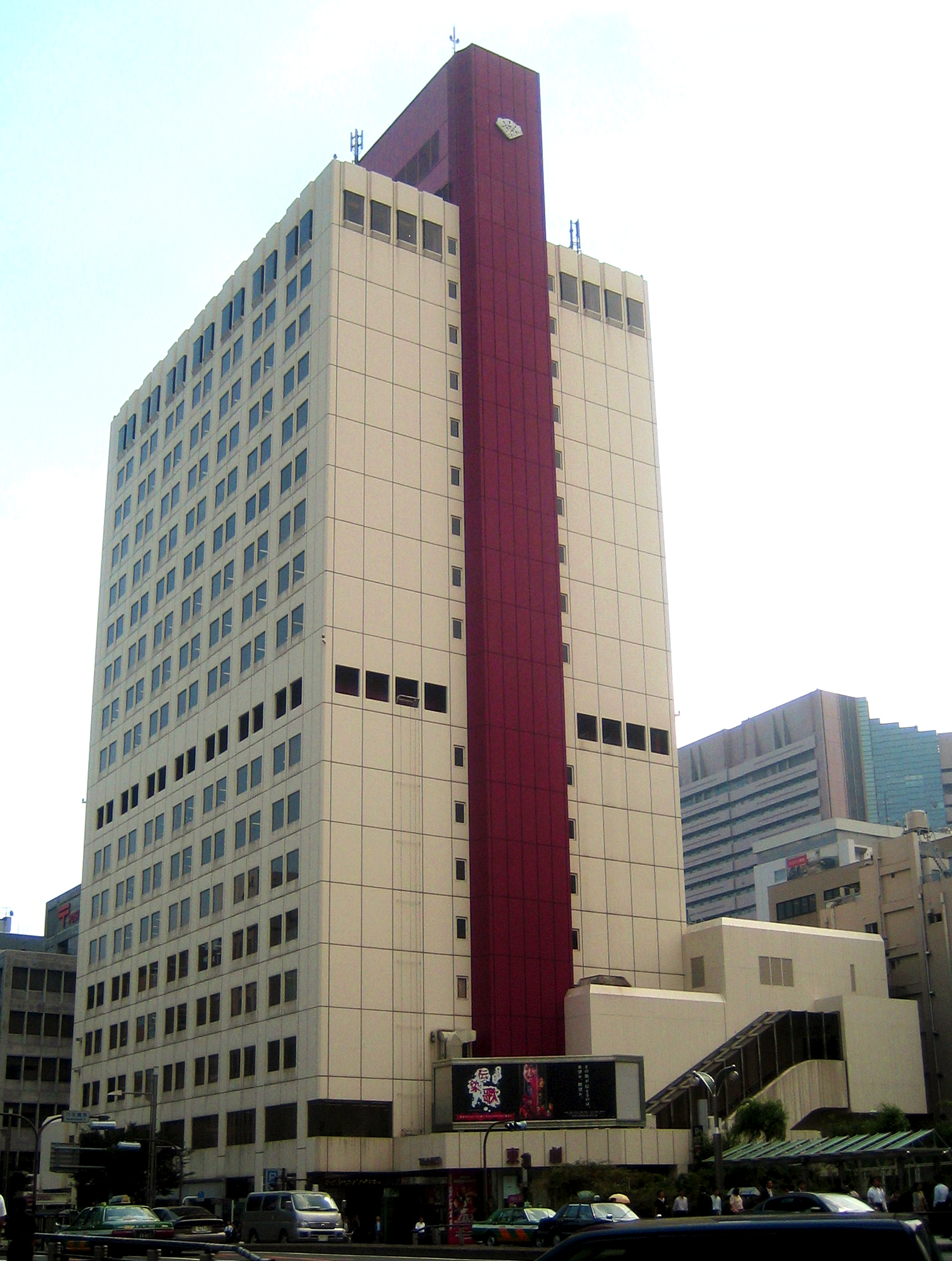
쇼치쿠는 어덜트 비디오 등장 이전에 일본에서 성인 영화를 제작했던 곳 중 하나였다.

1950 ~ 60년대에 서양에서는 표현의 자유를 앞세워 많은 국가에서 포르노에 대한 규제가 사라졌다. 일본에서도 1962년에 《육체의 시장》이라는 작품을 시작으로 핑크 영화가 등장하기 시작했으며, 토에이에서도 1968년 《도쿠가와 모계도》를 제작했고, 핑크 영화 제작은 다이에이, 닛카츠, 쇼치쿠로 계속 이어졌다. 1971년부터는 "포르노" 같은 명칭이 등장하기 시작했고, 1970년에 미국에서 포르노 규제가 사라졌다.
일본에서는 1969년 12월에 전자제품 제조사들이 통일 규격을 만들어 이를 적용한 비디오카세트 레코더를 시판한다. 이를 U규격이라고 불렀으며, 당시에 판매된 소프트웨어의 9할은 포르노 작품이다. 이 영상들은 비디오 카메라로 촬영한 것이 아니고, 포르노 영화를 비디오에 적용시킨 것이다. 기기는 러브 호텔이나 당시 유행하던 모텔에 수용되기도 했다. 또 1972년부터 닛카츠 로망 포르노 재판이 열리게 되었는데, 피고는 무죄판결 받았으나, 일본의 포르노 규제가 풀리는 것은 아직 남겨진 채였다.

## 어덜트 비디오의 등장
최초의 어덜트 비디오는 1975년 일본비디오영상(日本ビデオ映像)에서 발매된 《비닐책의 여자 : 은밀한 곳 엿보기》와 《OL 엿보기 : 무르익은 비밀의 낙원》인데, 당시는 아직 일반 가정에까지 비디오 덱이 널리 보급되기 전이었다. 1975년 베타맥스(소니)와 1976년 VHS(빅터)가 개발 및 출시되고 있었으며, 마츠시타 전기산업에서도 비디오 덱의 보급에 참여하기 시작하면서 1981년에 이르러 일반 가정에서 비디오 덱의 보급률은 10%를 돌파하게 되었다. 그리고 U규격에 이어서 성인용 컨텐츠가 등장했는데, 작품은 이전처럼 필름을 이용해 대대적으로 촬영하는 것이 아니었고, 비록 중량이 20kg은 되었으나 1980년대에 이미 카메라맨의 어깨에 짊어지고 성인 동영상을 촬영할 수 있는 비디오 카메라가 등장했던 것이다.
1982년 요요기 타다시의 《다큐멘트 더 오나니 시리즈》는 히트를 치게 되는데, 첫 번째 작품인 《주부 사이토 쿄코》의 경우는 8만 장의 판매고를 기록했다. 이듬해인 1983년에 이르면, 비디오 카탈로그에 90개의 어덜트 비디오 제작사가 이름을 올릴 정도로 붐을 이루게 된다. 또 당시 러브 호텔에는 방에 비디오 카메라와 비디오 덱이 설치된 곳이 있었고, 커플들이 자신의 성 행위를 촬영하고 감상하는 플레이가 가능했는데 간혹 그것이 유통되는 일도 있었다.

## 토요다 카오루와 무라니시 토오루
1984년 일본에서는 비디오 대여점이 붐을 이뤘으며, 그 수는 전국에 2500개를 넘어섰다. 1985년경 경찰은 일본비디오윤리협회(비데륜)의 심사를 거치지 않은 비디오는 음란 비디오로 판단해 적발할 조짐을 보였기 때문에, 일반적인 AV 제작사들은 비데륜 가입을 할 수밖에 없게 되었다. 이 시기에 등장한 인물이 "AV계의 제왕"이라고 불리었던 AV 감독 무라니시 토오루이다. 1985년에 어덜트 비디오 업계에 등장한 그는, 쿠로키 카오리 주연의 《SM이 좋아》(1986년)를 제작해 인기를 얻었다. 당시 무라니시는 한달에 6편을 촬영했으며, 한번 로케이션을 할 때마다 몇 편씩 촬영했다고 한다. 영상의 내용은 성 행위에 편중되었다.
토요다 카오루는 여성의 질 내부를 촬영한 《마이크로 바디 안까지 들여다보기》 등을 제작했으며, 이후엔 성기 내부를 묘사하거나, 펠라치오, 파이즈리 등의 성 행위를 자주 표현했다.

## 어덜트 비디오 여배우
어덜트 비디오가 붐을 일으키면서, 이러한 영상물에 출연하는 것을 업으로 하는 여배우들이 등장하기 시작했다. 이것이 AV 여배우가 최초로 등장한 배경이다. AV 여배우는 때로는 스스로, 때로는 감독 등의 연기 지도에 의해서 다양한 방식으로 연기를 했다. 하지만 본격적으로 연기를 배우고 촬영에 임하는 사람은 드물었다. 초기에 활약했던 AV 배우로는 《다큐멘트 더 오나니 PART2 배우 타구치 유카리》등 40여 편의 오모테 비디오, 우라 비디오, 우라본(무삭제 사진집)등에 출연한 타구치 유카리가 있다. 이 시기의 인기 여배우는 작품에서 실제로 성 행위를 하지 않는 경우가 많았다. 무라니시 토오루와 토요타 카오루 이후에는 "음란 붐"이 일어나 이것이 어덜트 비디오 표현의 한 방식으로 정착했다.

## 인디 비디오

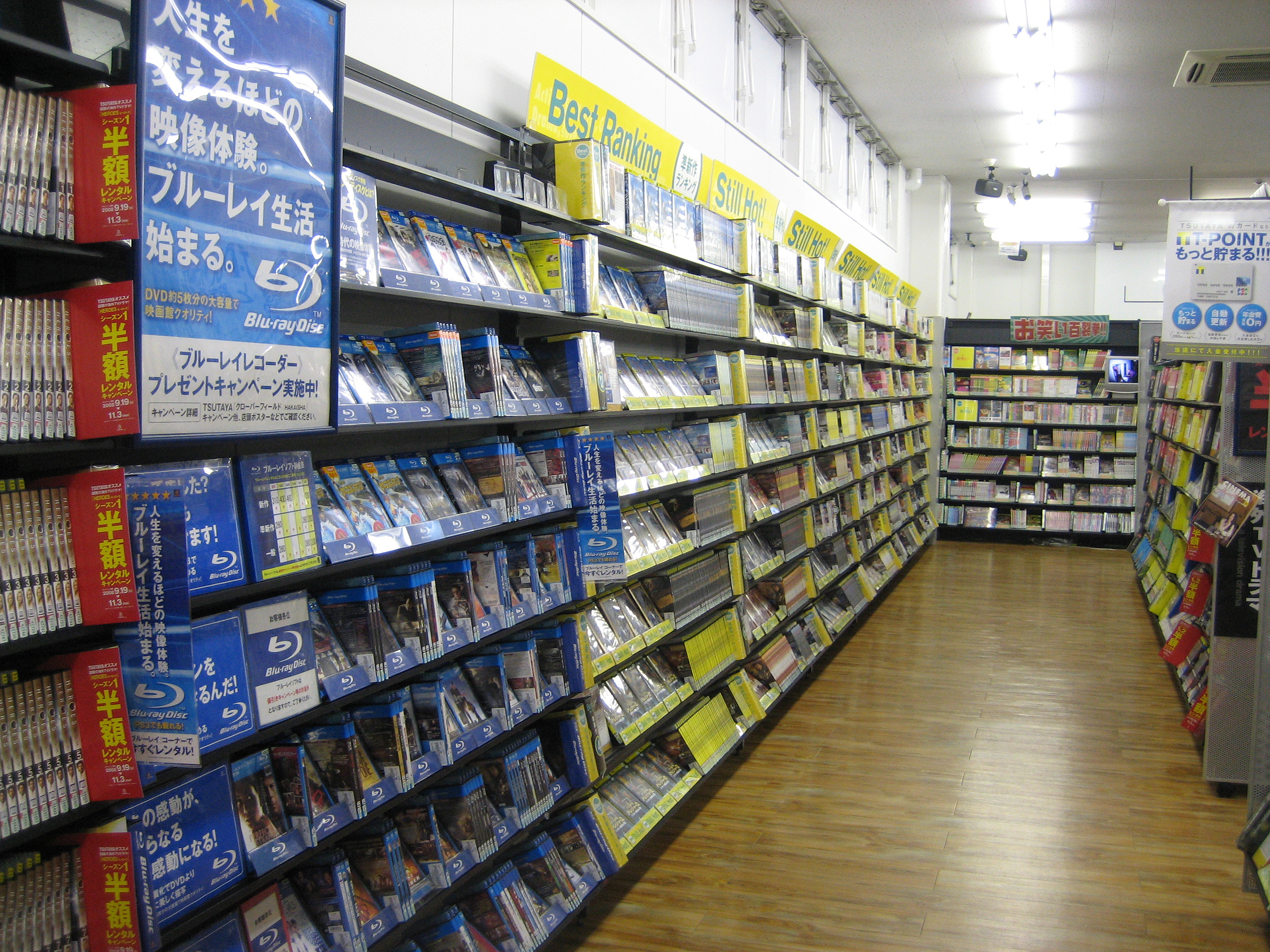
인디 제작사들이 만든 시스루 비디오는 비데륜의 심사를 받지 않았기 때문에, 비디오 대여점에서 드러내놓고 팔기엔 문제가 있었다.

1987년 말에는 비디오 대여점이 일본 전국에 약 2만개에 이르렀다. 그 무렵 비데륜에 소속하지 않는 인디 제작사들이 만든 인디 비디오(무심사 비디오)들이 성행하게 된다. 이른바 "시스루 비디오"라고 불리었던 이 영상은 비데륜의 관리하에 있는 영상물보다 모자이크의 입자가 작았다. 작은 입자는 모자이크의 투과성을 높여, 기존에 성행하던 기지혼방(가짜로 성 행위 하는 척 하는 것)이 불가능하게 만들었다. 이것은 인디 비디오의 인기를 높이는데 도움이 되었다. 그리고 실제로 성 행위를 하는 여배우는, 기지혼방을 하는 여배우에 비해 높은 출연료가 지급되었다.
인디 비디오는 법적으로 위험한 위치에 있었기에, 비디오 제작자가 패키지에 기재되지 않는 경우가 흔했다. 때문에 경찰은 제작진이 아니라 판매한 비디오 대여점을 적발했으며, 설령 회사측이 적발되었다고 하더라도 그 브랜드를 소멸시키고 새로운 브랜드를 만드는 식으로 대응하였다.
1989년 경, 여성지 〈an·an〉이 섹스 특집을 싣는 등 여성의 성이 점차 개방되는 경향을 보였고, 이에 상응하여 AV엔 당연히 실제로 성 행위하는 장면이 담겨야 한다는 새로운 상식이 생겨나고 있었다.

## 셀 비디오와 게키우스 비디오

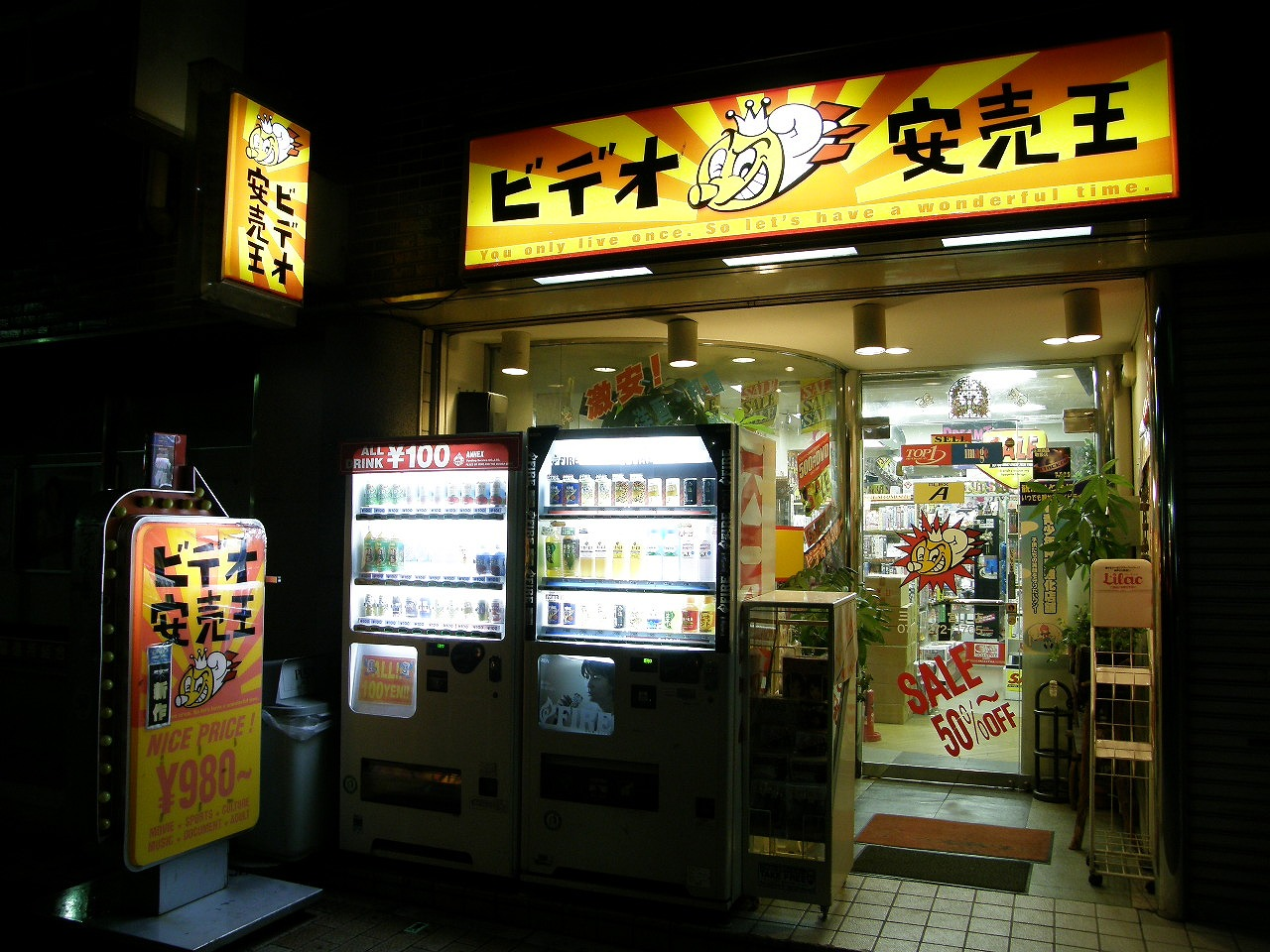
비디오 판매왕 점포 (산노미야 점)

1989년 여고생 콘크리트 살인 사건을 계기로 비데륜은 일부 표현에 제약을 걸었고, 이 시기에 미야자키 츠토무 사건 등도 겹치며, AV를 포함한 섹스, 언론에 역풍이 불었다. 1992년경에는 여러 제작사들이 잇따라 도산하기 시작해 인기 배우의 무삭제 비디오가 대량으로 풀리게 되며 이런 현상은 1997년까지 이어진다.
하지만 그런 가운데 1993년 이후 렌탈 비디오와 반대 개념인, 비데륜에 가입하지 않는 셀 비디오가 등장했으며, 이런 비디오를 다루는 소매 비디오 판매점 '비디오 판매왕'(일본비디오판매주식회사)이 확대되고 있었다. 비디오 판매왕은 1995년에 1000개의 프랜차이즈를 두었다. 가격대는 2 ~ 3천 엔에 형성되었으며, 매출총이익은 50%선이었다. 그러나 1996년 해적판 비디오를 판매한 것이 소송으로 발전했으며, 사장은 사퇴하고 비디오 판매왕은 붕괴했다. 이 때를 노려 후발주자들이 비디오 판매왕의 천여개의 프랜차이즈에 발을 뻗게 되는데, 이것이 셀 비디오 붐의 시작으로서, 여기서 실적을 늘려 성장한 업체는 소프트 온 디맨드와 모모타로 영상출판 등이 있다.
그리고 비데륜 하나로 이어져오던 심사 체계가 무너져, 다양한 심사 기관들이 발생하게 되었다. 또한 셀 비디오는 비데륜의 심사를 거치지 않았기 때문에 여배우의 음모가 보이는 등 모자이크가 얇은 것에서 오는 이점이 있었는데, 이 때문에 기지본방만 해오던 비데륜의 여배우들은 셀 비디오 업계에서 기용되지 못했다. 모자이크의 얇음은 사용자의 만족과 제작사의 매출에 직결되었으며, 2000년 이후에는 모자이크의 한 변이 1mm 이하인 것까지 등장하게 된다. 이렇게 얇게 모자이크 처리된 비디오는 게키우스 비디오(激薄ビデオ : 매우 얇은 비디오)라고도 불린다. 이러한 작품은 일반적인 판매점에 진열되기 어려웠다.
90년대 후반이 되자 셀 비디오는 대유행이 되었고, 비디오를 취급하는 판매점은 모두 5천여개에 이르렀다. AV 제작사도 셀 비디오 방식을 반겼는데, 무라니시 토오루에 따르면 렌탈 비디오는 기획부터 수금까지 1년 정도가 소요되는 반면, 샵을 인수해서 판매하는 셀 비디오는 판매 즉시 매출이 들어왔기 때문이다.
다른 이야기로, 일본의 AV 제작사가 외국 판매용으로 무삭제 동영상을 판매한 것이 다시 일본에 역수입되어 우라 비디오로 판매되는 경우도 있다. 반대로 내수용인 게키우스 비디오가 해외로 판매되는 경우도 있다.
일본 경찰은 2002년부터 너무 희미하게 모자이크 처리를 한 비디오를 적발하는데 집중했는데, 이것을 계기로 제작사가 판매처를 해외로 옮긴 것으로 보인다. 2004년경에는 일본인 AV 여배우가 출연하는 어덜트 비디오가 해외 사이트에서 판매되고 있는 것은 흔히 볼 수 있게 되었으며, 2000년 후반에는 인터넷을 통해 일본의 일반 가정에서 무삭제 동영상을 구입, 시청하는데에 아무런 장애가 없게 되었다. 후지키 TDC는 이런 영상등을 "우라"로 보기엔 너무 일상적으로 정착되어 있으며, 현재 동영상을 시청하는 사이트는 해외 운영되고 있기 때문에, 일본 경제에 득은 미미할 수준일 것이라고 말하고 있다.

## 같이 보기
- AV 여배우
- 일본의 포르노그래피

## 참고 문헌
- 후지키, TDC (2009), 《アダルトビデオ革命史》, 겐토샤, ISBN 978-4-344-98125-6